# OH NO, OH YES!
「OH NO, OH YES!」（オー・ノー、オー・イエス!）は、中森明菜の楽曲。竹内まりやが作詞・作曲を手掛け、中森明菜へ提供した作品で、1986年発売の中森のアルバム『CRIMSON』に収録された。
アーバンな曲調と舞台設定を意図して作られた楽曲で、昔、日比谷にあったアメリカン・ファーマシーという、制作者の竹内まりやが好きだった店の界隈を舞台に、そこを歩く夜の孤独なOLがイメージされており、許されない恋をしている女性の切ない心境が都会の情景とともに綴られた歌詞と、打ち込みメインの音作りによる洗練されたアダルト・コンテンポラリー・バラードに仕上がっている。

## 収録アルバム（中森明菜）
- 『CRIMSON』（1986年）
- 『BEST III』（1992年）
- 『Mariya's Songbook』（2013年）

## 竹内まりやのセルフカバー
竹内まりやによるセルフカバー・バージョンは、1987年発売のアルバム『REQUEST』に収録され、竹内の17枚目のシングル「元気を出して」のB面として1988年11月28日にMOON RECORDSよりリリースされた。編曲は山下達郎。
1987年当時のブラック・コンテンポラリーの手法でアレンジが構築されており、シンセの音色制作からリズムの打ち込みなど全て山下達郎が一人で担当し、中森のバージョンより少しテンポをあげつつ、スムーズにアレンジが再構成され、スウィート・ソウル風味が増した仕上がりとなっている。

### 収録曲
| 全作詞・作曲: 竹内まりや、全編曲: 山下達郎。 |                    |            |            |      |
| #                                            | タイトル           | 作詞       | 作曲・編曲 | 時間 |
| A.                                           | 「元気を出して」   | 竹内まりや | 竹内まりや | 4:47 |
| B.                                           | 「OH NO, OH YES!」 | 竹内まりや | 竹内まりや | 5:18 |
| 合計時間:                                    | 合計時間:          | 10:05      |            |      |

| 全作詞・作曲: 竹内まりや、全編曲: 山下達郎。 |                                            |            |            |      |
| #                                            | タイトル                                   | 作詞       | 作曲・編曲 | 時間 |
| A.                                           | 「元気を出して」                           | 竹内まりや | 竹内まりや | 4:47 |
| A.                                           | 「元気を出して（オリジナル・カラオケ）」   | 竹内まりや | 竹内まりや | 4:47 |
| B.                                           | 「OH NO, OH YES!」                         | 竹内まりや | 竹内まりや | 5:18 |
| B.                                           | 「OH NO, OH YES!（オリジナル・カラオケ）」 | 竹内まりや | 竹内まりや | 5:18 |
| 合計時間:                                    | 合計時間:                                  | 20:10      |            |      |

### レコーディング・メンバー
- OH NO, OH YES!
  - コンピューター・プログラミング、ドラム・プログラミング、シンセサイザー・オペレーション：山下達郎
  - エレクトリック・ギター：山下達郎
  - キーボード、パーカッション：山下達郎
  - バッキング・ボーカル：竹内まりや

### 収録アルバム（竹内まりや）
- 『REQUEST』（1987年）
- 『Turntable』（2019年）

## 参考資料
- 『BEST III』（ライナーノーツ）中森明菜、ワーナーミュージック・ジャパン、1992年11月。WPCL 711。
- 『CRIMSON』（ライナーノーツ）中森明菜、ワーナー・パイオニア、2014年1月。WPCL 11731。 – 初盤は1986年12月
- 『REQUEST 30th Anniversary Edition』（ライナーノーツ）竹内まりや、MOON RECORDS、2017年11月。WPCL 12756。 – 初盤は1987年8月
- 『Turntable』（ライナーノーツ）竹内まりや、MOON RECORDS/ワーナーミュージック・ジャパン、2019年9月。WPCL 13077,13078,13079。